# Gmina Garfield (hrabstwo Clay, Iowa)

Położenie Gminy Garfield w hrabstwie Clay

Gmina Garfield (ang. Garfield Township) – gmina w USA, w stanie Iowa, w hrabstwie Clay. Według danych z 2000 roku gmina miała 311 mieszkańców, a jej powierzchnia wynosi 93,2 km².